# Canal 12 (programa de televisión)
Canal 12 fue un programa de televisión chileno, emitido por Canal 13, transmitido entre el 20 de octubre y el 29 de diciembre de 2008. Se emitía los días lunes a las 23.45 p. m. Este mostraba el lado absurdo de la televisión, si bien es un programa humorístico que se burlaba de distintos programas actuales (en similar manera como lo hizo el Jappening con ja durante los años 1970 y 1980 y el programa norteamericano Saturday Night Live, que se ha transmitido desde 1975). 
Al igual que la también fallida serie La ofis, protagonizada por Luis Gnecco, Canal 12 fue un intento de Canal 13 de retornar al humor negro y políticamente incorrecto, el cual no se había visto desde la cancelación de Los Toppins en 1996 y el cierre de Canal 2 en 1999. Ambas series fueron criticadas densamente por el público ya acostumbrado a un humor más revisteril, y por la prensa que los calificó de "irresponsable", por lo que Canal 13 decidió cancelarlas en diciembre de ese año.

## Eslóganes
Canal 12 tuvo diferentes eslóganes, estos son:
- Canal 12, casi televisión
- Canal 12, ningún derecho reservado (NDR)
- Canal 12 en Canal 13
- Canal 12, siempre compite (compite con otros números)
- Canal 12, nos "comemos" a la competencia
- Canal 12, un canal que compite sólo
- Canal 12, rescatando nuestra poesía popular

## Programas parodiados
- 12 Noticias, parodia al noticiero Teletrece.
- Ataca el Arte, parodia a Art Attack.
- Cero Tolerancia, parodia a Tolerancia Cero.
- Christian Angel, un mago callejero (Roberto Vega), parodia del programa de Criss Angel, Mindfreak.
- Dr. Casa, Curandero de Alma, parodia a la serie de Dr. House.
- El Barómetro, parodia al programa El Termómetro.
- El Faro, serie sobre dos hombres que viven en un faro.
- Enamorada, teleserie.
- Escuela de Terroristas, parodia a Escuela de Detectives.
- La Abogada, parodia a Caso Cerrado.
- Las Nuevas Aventuras del Zorro y su familia, parodia a El Zorro.
- Mata Mitos, parodia a Cazadores de mitos.
- Mike O'Hara: Cazador de Animales Indómitos, parodia a Cazador de Cocodrilos.
- Super Amor Ciego, parodia a Amor Ciego.